# Lescaillea
Lescaillea là một chi thực vật có hoa trong họ Cúc (Asteraceae).

## Loài
Chi Lescaillea gồm các loài: